# Chiesa della Beata Vergine Addolorata (Fara Olivana con Sola)
La Chiesa della Beata Vergine Addolorata è un luogo di culto cattolico situato a Fara Olivana con Sola in provincia di Bergamo.

## Storia
Adiacente alla chiesa arcipretale di Santo Stefano sorge la piccola chiesa dell'Addolorata. In origine era la cappella (Santella) del vecchio cimitero che, fino al 1782 veniva utilizzato per l'inumazione dei cadaveri. A seguito delle nuove leggi che prescrivevano l'ubicazione dei cimiteri lontano dai centri abitati, la cappella venne trasformata in chiesa, con la finalità di tenervi la predicazione della Dottrina Cristiana. Dopo aver chiesto l'autorizzazione del Vicario Capitolare, il 14 giugno 1829, festa della Santissima Trinità, la chiesa veniva benedetta dall'arciprete don Domenico Fumagalli, assistito dai cappellani di Fara e di Sola. Il piccolo oratorio venne dedicato alla Madonna Addolorata, e nell'ancona dell'altare venne collocato un quadro ad olio che la raffigurava.
Nel 1862 la chiesina fu ritinteggiata e venendo posto un nuovo altare ligneo, realizzato dall'intagliatore Vincenzo Pirola. L'arciprete Bernardo Bianchi, con il permesso del vescovo Pier Luigi Speranza, benedisse nuovamente la chiesa con la celebrazione della prima messa santa Messa.
La tela con l'effigie della Madonna andò distrutta. Nel 1867 venne posta perciò sull'altare una statua dell'Addolorata, vestita, eseguita dallo scultore bergamasco Cristoforo Bettinelli; essendo stata dichiarata aliturgica dal vescovo Adriano Bernareggi, fu rimossa e sostituita con una lignea realizzata dallo scultore Runggaldier di Ortisei.
Nel 1940 la chiesa venne ampliata, decorata e adibita alle riunioni dei membri dell'Azione Cattolica. I lavori vennero eseguiti dal capomastro Francesco Galliani di Covo e l'anno successivo venne completata dagli affreschi eseguiti dal pittore Arturo Monzio Compagnoni. Terminati i restauri la chiesa venne quindi benedetta da monsignor Bernareggi il 14 settembre 1941.
Nel 2010 la chiesa è stata oggetto di restauro, grazie al contributo dei parrocchiani di Fara Olivana e di alcuni benefattori privati e pubblici.

## Descrizione

### Affreschi
Gli affreschi parietali all'interno della chiesa dell'Addolorata e le relative legende “servono a risvegliare alti pensieri ed a suggerire nobili propositi in quanti amorosamente vi convergono” (don Francesco Saverio Cavagna – 1945).
Nell'abside, attorno alla nicchia della Madonna, si possono distinguere i vari simboli dell'Addolorata nelle mani dei gruppi di angeli che la circondano.
Sulle lesene vi sono gli affreschi raffiguranti i santi Pietro e Paolo; di san Francesco d'Assisi e santa Caterina da Siena; di san Giuseppe e di sant'Anna, di san Luigi Gonzaga e di sant'Agnese, patroni della gioventù.
Sulla parete di sinistra nel vano centrale si trova la rappresentazione dell'umanità che, in piena guerra, si prostra in preghiere davanti a Cristo Redentore, Principe della Pace. Alla sua destra, in quattro medaglie, sono rappresentati i patroni delle diverse sezioni della gioventù maschile di Azione Cattolica e cioè: san Giovanni evangelista, san Sebastiano, san Pancrazio e san Tarcisio. Nel vano di sinistra invece si trovano le patrone delle sezioni femminili: Santa Giovanna d'Arco, santa Teresa del Bambin Gesù, santa Bartolomea Capitanio e la Beata Imelda Lambertini.
Sulla parete di destra, nella fascia che corre sopra le finestre vi sono i ritratti dei papi che promossero l'Azione Cattolica: san Pio IX, Leone XIII, san Pio X, Benedetto XV, Pio XI e Pio XII.
In fondo alla chiesa, sulla controfacciata, è dipinto sant'Isidoro l'Agricoltore in preghiera, sullo sfondo il paesaggio di Fara come si presentava nel 1940. sant'Isidoro è patrono degli affittuari agricoli, dei birocciai, dei campi e dei raccolti.